# Tamara Zidanšek

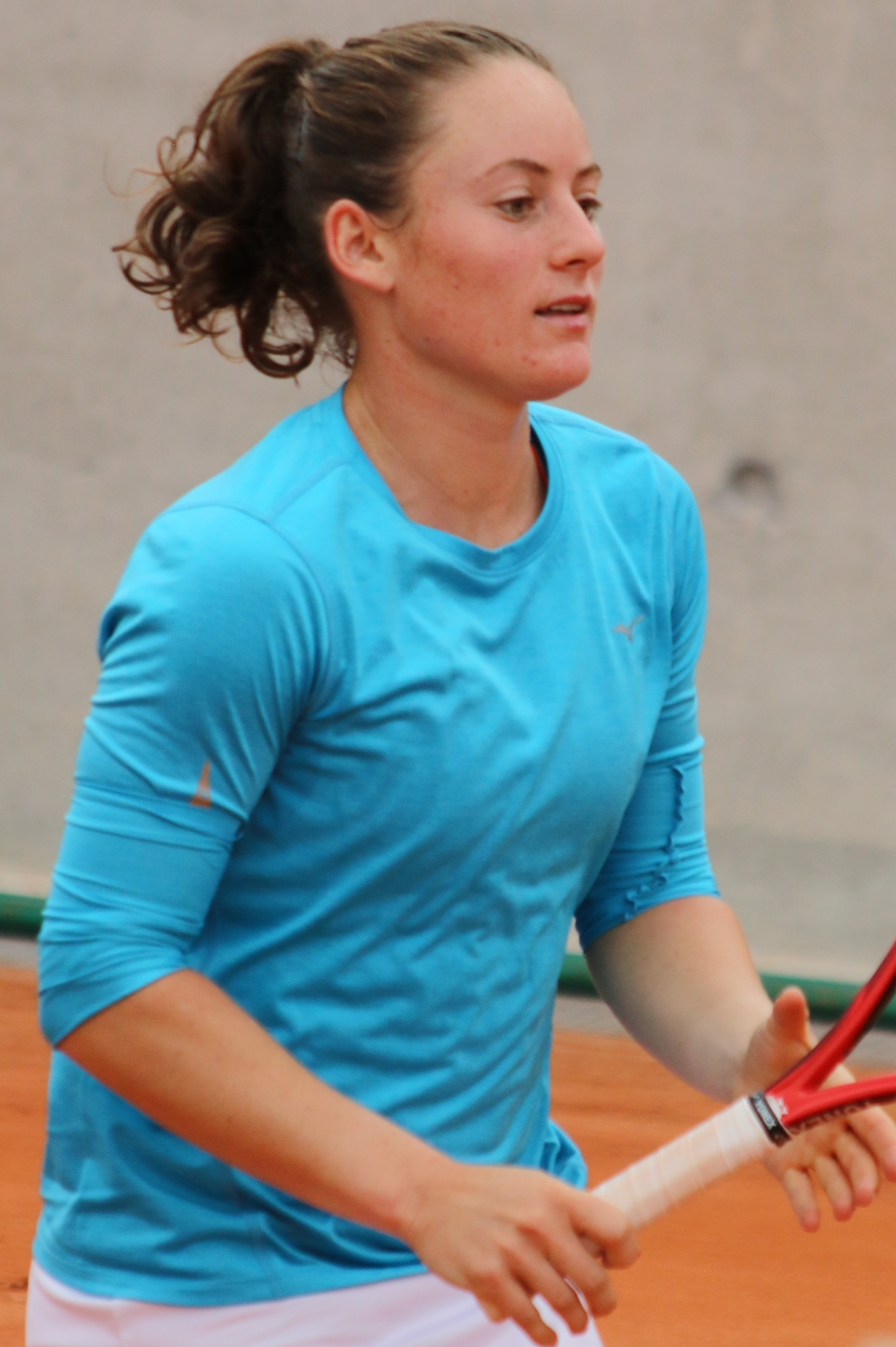
Roland Garros 2019

Tamara Zidanšek (Postojna, 26 december 1997) is een tennisspeelster uit Slovenië. Zidanšek begon op achtjarige leeftijd met het spelen van tennis. Haar favoriete ondergrond is hardcourt, maar zij bereikt haar beste resultaten op gravel. Zij speelt rechtshandig en heeft een tweehandige backhand. Zij is actief in het internationale tennis sinds 2014.

## Loopbaan
Zidanšek debuteerde in 2014 op het ITF-toernooi van Velenje (Slovenië) – zij won er meteen de titel; in de finale versloeg zij de Oostenrijkse Barbara Haas.
In 2017 won Zidanšek de Bendigo International, een $60.000-toernooi, door Olivia Rogowska in de finale te verslaan.
In juni 2018 won Zidanšek haar eerste WTA-titel, op het gravel-toernooi van Bol – in de finale versloeg zij de Poolse Magda Linette. Hiermee kwam zij binnen in de top 100 van de wereldranglijst. Drie maanden later won zij ook haar eerste WTA-dubbelspeltitel, op het hardcourt-toernooi van Tasjkent, samen met de Servische Olga Danilović.
In 2019 won Zidanšek opnieuw het toernooi van Bol – nu was zij in de finale te sterk voor de Spaanse Sara Sorribes Tormo.
In 2020 won zij op het WTA-toernooi van Palermo de dubbelspeltitel, samen met de Nederlandse Arantxa Rus. In november volgde haar derde dubbelspeltitel, in Linz, weer met de Nederlandse aan haar zijde.
In 2021 bereikte Zidanšek de halve finale op Roland Garros – daarmee kwam zij binnen in de top 50 van de wereldranglijst. Zij won haar derde enkelspeltitel op het WTA-toernooi van Lausanne.
In 2022 bereikte Zidanšek vier WTA-dubbelspelfinales, waarvan zij er één won: in Rosmalen geflankeerd door de Australische Ellen Perez – dat was haar vierde WTA-dubbelspeltitel. In december steeg zij ook in het dubbelspel naar de mondiale top 50.
In 2023 won Zidanšek haar vierde enkelspeltitel, op het WTA 125-toernooi van Bari – in de finale versloeg zij de Slowaakse Rebecca Šramková.

### Tennis in teamverband
Zidanšek kwam in de periode 2017–2023 uit voor Slovenië op de Fed Cup – zij behaalde daar een winst/verlies-balans van 12–11.

## Posities op deWTA-ranglijst
Positie per einde seizoen:
| jaar | rang enkelspel | rang dubbelspel |
| ---- | -------------- | --------------- |
| 2014 | 741            | –               |
| 2015 | 309            | 746             |
| 2016 | 223            | 499             |
| 2017 | 180            | 336             |
| 2018 | 70             | 180             |
| 2019 | 64             | 115             |
| 2020 | 87             | 57              |
| 2021 | 30             | 106             |
| 2022 | 87             | 52              |
| 2023 | 100            | 351             |

## Resultaten grandslamtoernooien
| Legenda | Legenda                          |
| ------- | -------------------------------- |
| g.t.    | geen toernooi gehouden           |
| l.c.    | lagere categorie                 |
| –       | niet deelgenomen                 |
| G       | uitgeschakeld in de groepsfase   |
| 1R      | uitgeschakeld in de eerste ronde |
| 2R      | uitgeschakeld in de tweede ronde |
| 3R      | uitgeschakeld in de derde ronde  |
| 4R      | uitgeschakeld in de vierde ronde |
| KF      | uitgeschakeld in de kwartfinale  |
| HF      | uitgeschakeld in de halve finale |
| F       | de finale verloren               |
| W       | het toernooi gewonnen            |
| w-v     | winst/verlies-balans             |

### Enkelspel
| toernooi        | 2018 | 2019 | 2020 | 2021 | 2022 | 2023 | 2024 |
| --------------- | ---- | ---- | ---- | ---- | ---- | ---- | ---- |
| Australian Open | –    | 2R   | 2R   | 1R   | 3R   | 1R   | 1R   |
| Roland Garros   | –    | 1R   | 1R   | HF   | 3R   | 1R   |      |
| Wimbledon       | –    | 2R   | g.t. | 1R   | 1R   | –    |      |
| US Open         | 1R   | 1R   | –    | 2R   | 1R   | –    |      |

### Vrouwendubbelspel
| toernooi        | 2019 | 2020 | 2021 | 2022 | 2023 |
| --------------- | ---- | ---- | ---- | ---- | ---- |
| Australian Open | –    | 1R   | 2R   | 2R   | 1R   |
| Roland Garros   | 1R   | 2R   | 2R   | 2R   | 1R   |
| Wimbledon       | 2R   | g.t. | 2R   | 1R   | –    |
| US Open         | 1R   | –    | 1R   | 1R   | –    |

## Palmares
| Legenda                 |
| ----------------------- |
| Grandslamtoernooi       |
| Olympische Spelen       |
| Year-End Championships  |
| Premier Mandatory       |
| Premier Five / WTA 1000 |
| Premier / WTA 500       |
| International / WTA 250 |
| Challenger / WTA 125    |

### WTA-finaleplaatsen enkelspel
| nr.              | finale     | toernooi       | ondergrond | tegenstandster              | score         |         |
| ---------------- | ---------- | -------------- | ---------- | --------------------------- | ------------- | ------- |
| gewonnen finales |            |                |            |                             |               |         |
| 1.               | 2018-06-10 | WTA Bol        | gravel     | Magda Linette               | 6-1, 6-3      | details |
| 2.               | 2019-06-09 | WTA Bol        | gravel     | Sara Sorribes Tormo         | 7-5, 7-5      | details |
| 3.               | 2021-07-18 | WTA Lausanne   | gravel     | Clara Burel                 | 4-6, 7-6, 6-1 | details |
| 4.               | 2023-09-10 | WTA Bari       | gravel     | Rebecca Šramková            | 3-6, 7-5, 6-1 | details |
| verloren finales |            |                |            |                             |               |         |
| 1.               | 2019-05-25 | WTA Neurenberg | gravel     | Joelija Poetintseva         | 6-4, 4-6, 2-6 | details |
| 2.               | 2021-04-11 | WTA Bogota     | gravel     | María Camila Osorio Serrano | 7-5, 3-6, 4-6 | details |

### WTA-finaleplaatsen vrouwendubbelspel
| nr.              | finale     | toernooi            | ondergrond    | partner          | tegenstandsters                         | score             |         |
| ---------------- | ---------- | ------------------- | ------------- | ---------------- | --------------------------------------- | ----------------- | ------- |
| gewonnen finales |            |                     |               |                  |                                         |                   |         |
| 1.               | 2018-09-29 | WTA Tasjkent        | hardcourt     | Olga Danilović   | Irina-Camelia Begu Raluca Olaru         | 7-5, 6-3          | details |
| 2.               | 2020-08-09 | WTA Palermo         | gravel        | Arantxa Rus      | Elisabetta Cocciaretto Martina Trevisan | 7-5, 7-5          | details |
| 3.               | 2020-11-15 | WTA Linz            | hardcourt (i) | Arantxa Rus      | Lucie Hradecká Kateřina Siniaková       | 6-3, 6-4          | details |
| 4.               | 2022-06-11 | WTA Rosmalen        | gras          | Ellen Perez      | Veronika Koedermetova Elise Mertens     | 6-3, 5-7, [12-10] | details |
| 5.               | 2024-03-30 | WTA San Luis Potosí | gravel        | Anna Bondár      | Laura Pigossi Katarzyna Piter           | walk-over         | details |
| verloren finales |            |                     |               |                  |                                         |                   |         |
| 1.               | 2019-09-15 | WTA Zhengzhou       | hardcourt     | Yanina Wickmayer | Nicole Melichar Květa Peschke           | 1-6, 6-7          | details |
| 2.               | 2022-07-17 | WTA Lausanne        | gravel        | Ulrikke Eikeri   | Olga Danilović Kristina Mladenovic      | forfait           | details |
| 3.               | 2022-10-01 | WTA Parma           | gravel        | Arantxa Rus      | Anastasia Dețiuc Miriam Kolodziejová    | 6-1, 3-6, [8-10]  | details |
| 4.               | 2022-11-13 | WTA Colina          | gravel        | Mayar Sherif     | Jana Sizikova Aldila Sutjiadi           | 1-6, 6-3, [7-10]  | details |